# سالت راک
سالت راک (به لاتین: Salt Rock) یک شهرک و سد ساحلی در آفریقای جنوبی است که در KwaDukuza Local Municipality واقع شده‌است. سالت راک ۴٫۹۱ کیلومتر مربع مساحت و ۱٬۸۰۶ نفر جمعیت دارد.